# 済生会湘南平塚病院
社会福祉法人恩賜財団済生会湘南平塚病院（しゃかいふくしほうじんおんしざいだんさいせいかいしょうなんひらつかびょういん）は、神奈川県平塚市宮松町にある医療機関である。

## 概要
1934年、現在の平塚市立野に済生会平塚病院として開設。2017年7月に現在地に移転するとともに改称した。2025年5月時点、神奈川県選挙管理委員会より、不在者投票のできる施設の一つとして指定されている。

## 診療科
- 内科
- 外科
- 循環器内科
- 呼吸器内科
- 消化器内科
- 放射線科
- 脳神経外科
- 整形外科
- リウマチ科
- 形成外科
- リハビリテーション科

関連施設
- 老健施設（湘南苑）
- 訪問看護ステーション
- 居宅介護支援センター
- 通所リハビリテーションセンター
- 袖が浜デイサービスセンター
- 検診センター

## 医療機関の指定等
- 保険医療機関
- 平塚市二次救急輪番制当番病院
- 東海大学医学部・教育実習病院
- 横浜市立大学・教育実習病院

## 交通アクセス
- JR東海道本線平塚駅西口下車。
- 平塚駅北口より神奈中バス「田村車庫行」「本厚木駅南口行」「コンフォール平塚前」下車 徒歩4分